# Viñales (Bembibre)
Viñales es una localidad y pedanía perteneciente al municipio de Bembibre, situado en la comarca de El Bierzo.
Está situado en la  CV-127-7 .

## Demografía
Tiene una población de 189 habitantes, con 92 hombres y 97 mujeres (2024).

## Lugares de interés

### Torre mirador "El centinela de Viñales"
La obra fue subvencionada por el Consejo Comarcal de El bierzo y las aportaciones de los vecinos de Viñales, fue inaugurada el 4 de julio de 2010. Esta construcción, situada en una zona recreativa, permite unas excelentes vistas del entorno natural de Viñales, en los márgenes del río Noceda.

## Galería de imágenes
|                    |
| Iglesia parroquial |

|                                       |
| Torre-mirador el centinela de Viñales |

|                      |
| Monumento minero ... |